# Meilen
Meilen est une ville et une commune suisse du canton de Zurich, chef-lieu du district homonyme.

## Géographie

Photo aérienne prise à 200 m par Walter Mittelholzer (1919).

Selon l'Office fédéral de la statistique, Meilen s'étend sur 11,94 km2.

## Démographie
Selon l'Office fédéral de la statistique, Meilen compte 14 754 habitants fin 2022. Sa densité de population atteint 1236 hab./km2.

## Culture et patrimoine

### Héraldique
| Blason | Blasonnement : D'or au château de sable à deux donjons crénelés, accompagnés en chef de deux étoiles de gueules et en pointe de trois coupeaux de sinople. |

### Monuments et curiosités
- Eglise paroissiale réformée aux origines remontant vers 700. Modification ultérieures vers 1493-94 (chœur et clocher), 1683 (nef) et 1786 (agrandissement). A l'intérieur, stucs en rococo tardif[4].
- Maison Seehalde, remaniée en 1767-68 en style rococo par David Morf, aux riches décorations intérieures[4].
- Seehof. Maison seigneuriale par David Morf (1767). Fers forgés de Sixtus Kambli, Hans Jakob Ochsner et Johann Heinrich Daelliker qui se trouvent en partie sur les lieux et en partie au Musée national suisse à Zürich. Conrad-Ferdinand Meyer y vécut de 1872 à 1876[4].
- Landgut Mariafeld à Feldmeilen. Grand ensemble de bâtiments du XVIIe s. en partie remaniés en style néo-gothique. Y siégeait la Tablée de Mariafeld dont firent partie Georg Herwegh, Gottfried Keller, Conrad Ferdinand Meyer, Franz Liszt, Richard Wagner, Gottfried Semper et Wilhelm Mommsen. Habitation du général Ulrich Wille[4].

## Transport
La ville est desservie par le S-Bahn de Zurich.
Ferry pour Horgen.